# Балада за Георг Хених
Балада за Георг Хених е повест на българския писател Виктор Пасков, издадена за първи път през 1987 година. Печели голямата награда за чуждестранна литература на Салона на книгата в Бордо. Преведена е на много европейски езици.

## Сюжет
В книгата се разказва за съдбата на майстора на цигулки от чешки произход Георг Хених и тежкия му живот в България след 1944 година.

## Произведение от учебната програма по литература
От учебната 2021/2022 г. „Балада за Георг Хених“ се изучава в задължителната програма по литература за XII клас. Авторите на учебната програма са включили да се прави връзка и с филма, създаден по сценария на Виктор Пасков, но са използвали вместо „Ти, който си на небето“ заглавието на повестта.

## Издания
Първото издание на книгата е от 1987 година. Третото ѝ издание е през 1994 г. През 2017 г. е издадена от Сиела.